# Natriumcaprylat
Natriumcaprylat ist eine chemische Verbindung des Natriums aus der Gruppe der Caprylate.

## Gewinnung und Darstellung
Natriumcaprylat kann durch Neutralisation von Caprylsäure mit Natriumhydroxid gewonnen werden.

## Eigenschaften
Natriumcaprylat ist ein weißer Feststoff, der löslich in Wasser ist.

## Verwendung
Natriumcaprylat kann als Proteinstabilisator für Moleküle wie Albumin und Fibrinogen unter Bedingungen wie Hitzesterilisation verwendet werden. Es wird auch für die Fraktionierung von Blutplasma verwendet. Es wird auch als Bindemittel oder Emulgator in Lebensmitteln verwendet.